# Oxyjulis californica
Oxyjulis californica е вид лъчеперка от семейство Labridae, единствен представител на род Oxyjulis.

## Разпространение
Видът е разпространен в Мексико и САЩ.